# Perturbado
Perturbado és un curtmetratge dirigit per Santiago Segura el 1993, qui també és autor del guió. Protagonitzat pel mateix Santiago Segura i Neus Asensi. Fou el tercer curtmetratge realitzat per Segura després de Relatos de la medianoche (1989) i Evilio (1992).

## Argument
Un pertorbat sexual, un friki psicòpata obsessionat amb el sexe, davant el visionat d'imatges d'índole sexual, comet l'assassinat d'una dona molt sensual. Aquest serà el detonant d'una sèrie d'assassinats.

## Premis
Als VIII Premis Goya va guanyar el Goya al millor curtmetratge de ficció.